# نهر عطبرة

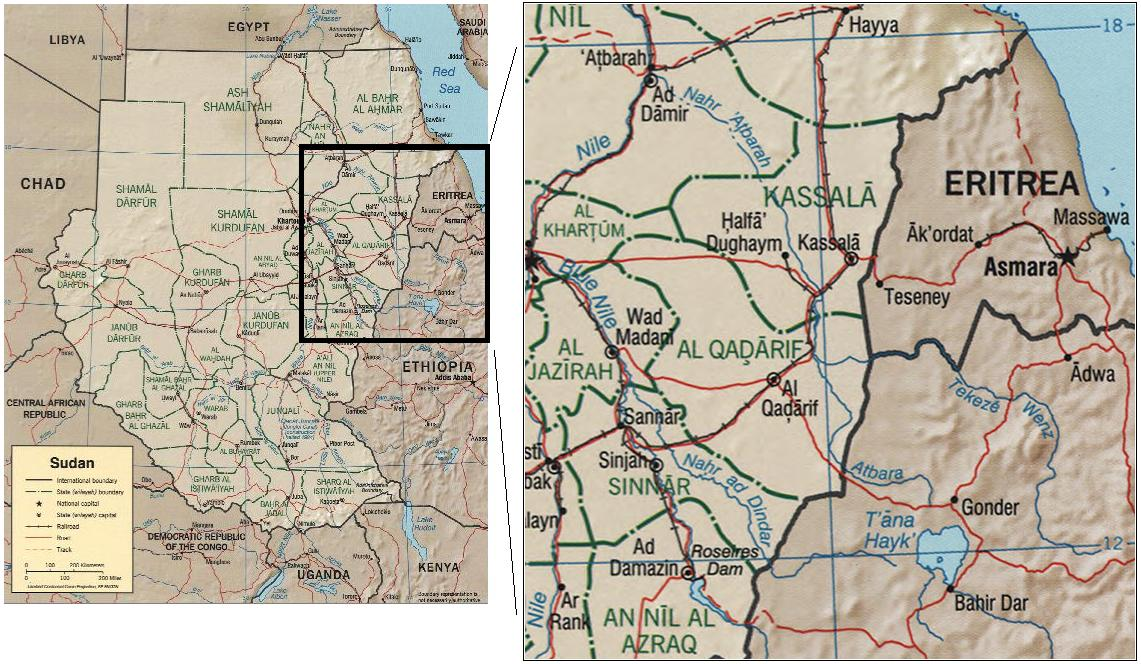
خريطة مسار نهر عطبرة

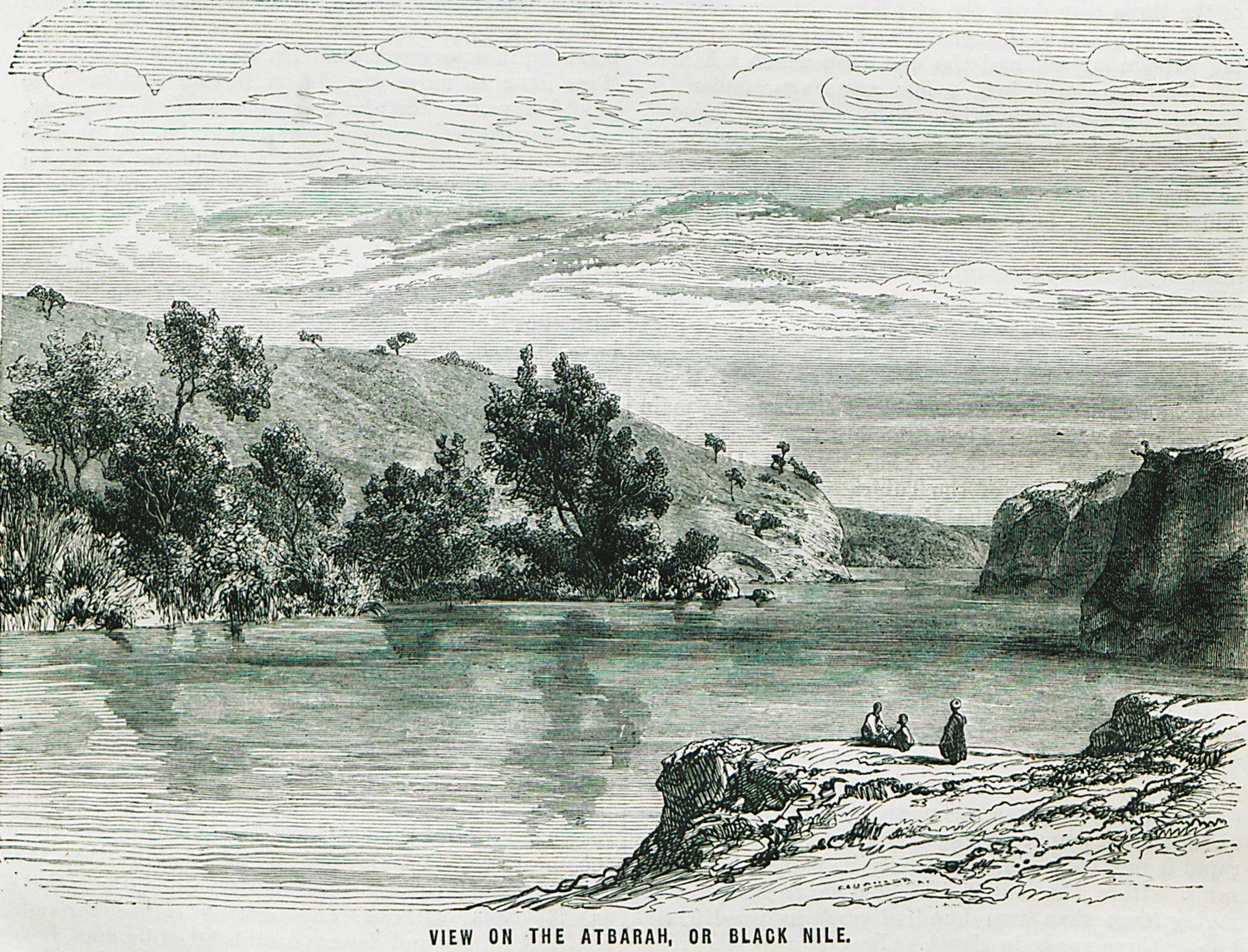
نهر عطبرة أو النيل الأسود - أينسوورث ويليام فرانسيس - 1870

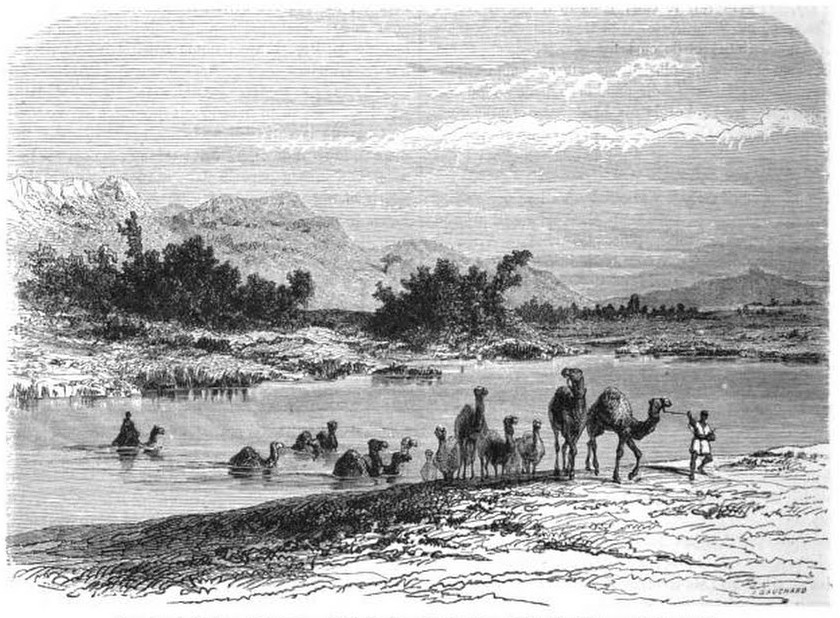
منظر لنهر عطبرة عند معبر غورهات.1861

نهر عطبرة هو آخر روافد النيل، يقع شمال شرق السودان ويبلغ طوله حوالي 800 كم، من منابعه في الهضبة الأثيوبية حتى يصب في النيل جنوب مدينة عطبرة مباشرة، أكثر الأنهار الحبشية طميا بالنسبة لطوله وكمية مياهه. يعتبر نهر عطبرة من الروافد الرئيسية لنهر النيل والذي يشبه إلى حد كبير النيل الأزرق من حيث اختلاف نظام التصريف النهري ويساهم عطبرة في مياه نهر النيل بمقدار ثُمن كمية المياه الموجودة عند نقطة الالتقاء.

### ضفاف نهر عطبره
أدنى نهر عطبرة هي المساحة التي تشمل منطقتي الاتبراوي وسيدون